# Claudia Centeno
Claudia Andrea «Canchita» Centeno Molina (San Juan de Miraflores, 19 de abril de 1983) es una comediante, locutora de radio, actriz, imitadora y productora peruana. Ganó reconocimiento por haber desarrollado su carrera artística en la televisión y la radio de su país, participando en diferentes producciones locales, además de su faceta cómica.

## Biografía
Nació el 19 de abril de 1983 en San Juan de Miraflores, distrito de la capital Lima; bajo el nombre completo de Claudia Andrea Centeno Molina. Vivió sus primeros años en su ciudad natal.
Proveniente de una familia de clase media, estudió actuación en los talleres de Alberto Ísola y Bruno Odar. Al poco tiempo, Centeno formó parte de la asociación cultural Patacláun de la mano de July Naters, incursionando en la improvisación teatral y clown, dando inicio a su carrera artística en los 2000. Debido a que los integrantes de la asociación suelen ponerse apodos, Centeno usó el alias de «Canchita» por recomendación de su excompañera Katia Palma.
Pero fue hasta el año 2011, cuando Centeno ganaría reconocimiento en la televisión peruana, al incorporarse al reparto recurrente de la teleserie Al fondo hay sitio, interpretando a Federica, la mejor amiga de Hermelinda Hermoza y saliente temporal de Tito Lara. Años más tarde, durante mediados de los 2010, fue invitada a los programas televisivos Al aire de América Televisión y Magaly TV, la firme de ATV, en los cuales se ha destacado por sus imitaciones a la cantante y bailarina Yahaira Plasencia, y otras personalidades del espectáculo como la modelo Tilsa Lozano y las celebridades de televisión Melissa Klug y Greyci Ortega. Adicionalmente en el año 2018, fue entrevistada para el programa de entrevistas Andrea al mediodía de ATV+.
Se incursiona como locutora a partir de 2012 firmando para Radio La Zona y asume la coconducción del programa Zonalandia junto al locutor Chiki hasta 2014. Además de ello, fue invitada al espacio cómico Los chistosos de RPP en ese año y al programa web Los desayunos de Correo e ISIL en 2015.
En 2020, fue conductora del programa cómico radial Salsa como cancha para la emisora Radiomar hasta 2022, cuando se suma al elenco del espacio deportivo-cómico Paco en su cancha por la misma radio, compartiendo la conducción junto al exfutbolista y presentador Paco Bazán hasta la actualidad. Durante su estadía, parodió la canción «Bizarrap Music Session, Vol. 3» de la cantante colombiana Shakira y el productor musical Bizarrap, en dupla con el locutor Anthony Chávez.
Centeno participó en el reparto principal de la película peruana-argentina Encintados del director Gianfranco Quattrini en 2022, bajo el personaje de Emma.
En el año 2023, Centeno lanza su unipersonal Only Canchita, que se incluyó dentro del evento Teatro Fest, presentándose en el centro comercial Megaplaza en el distrito de Independencia.
Centeno fue anunciada como participante de la décima temporada del reality culinario El gran chef famosos de Latina Televisión en el año 2024.

## Filmografía

### Televisión
- Al fondo hay sitio (América Televisión, 2011-2012) como Federica (reparto recurrente).
- Al aire (América Televisión, 2015-2016) como invitada e imitadora de celebridades.
- Andrea al mediodía (ATV+, 2018) como entrevistada.
- Magaly TV, la firme (ATV, 2019) como invitada e imitadora de Yahaira Plasencia.
- El gran chef famosos (Latina Televisión, 2024) como participante de la décima y undécima temporada.

### Radio
- Zonalandia (Radio La Zona, 2012-2014) como presentadora y locutora.
- Salsa como cancha (Radiomar, 2020-2022) como locutora y presentadora.
- Paco en su cancha (Radiomar, desde 2022) como locutora y presentadora.

### Cine
- Encintados (2022) como Emma (reparto principal).

### Unipersonal
- Only Canchita (2023) como comediante y protagonista.